# Стад-ле-Канонір
«Стад Ле Канонір» (нід. «Le Canonnier») — футбольний стадіон у місті Мускрон, Бельгія, домашня арена ФК «Мускрон-Перювельз» .
Стадіон відкритий 1930 року як футбольне поле ФК «Р. Є. Мускрон», заснованого ще в 1922 році. У 1932 році було споруджено дві трибуни. 1947 року було побудовано перші криті трибуни. У 1973 році було введено в експлуатацію систему освітлення, а у 1979 році впорядковано роздягальні та кафе під трибунами. 1990 року було розпочато капітальну реконструкцію арени, у ході якої було побудовано східну трибуну та встановлено нову систему освітлення. У 1996 році було перебудовано північну трибуну, розширено східну, а під ними розміщено нові роздягальні, кафе, прес-центр і клубний магазин. У результаті капітальної реконструкції 1999 року старі трибуни було цілком знесено, а замість них побудовано сучасні глядацькі трибуни місткістю 10 571 місце. Також навколо стадіону було споруджено цілий спортивний комплекс, який, зокрема, включає тренажерний зал та реабілітаційний басейн, а також дитячу тренувальну базу, здатну прийняти одразу 350 вихованців. Найбільш незвичною для такого типу споруд є встановлена на трибунах каплиця. 
Після банкрутства та розформування ФК «Р. Є. Мускрона» у 2009 році стадіон став домашньою ареною для створеного у 2010 році «Мускрон-Перювельз», який нині виступає у вищому дивізіоні чемпіонату Бельгії з футболу.